# Ожигово (деревня, Москва)
Ожигово — деревня в Троицком административном округе Москвы (до 1 июля 2012 года была в составе Наро-Фоминского района Московской области). Входит в состав района Бекасово.

## Население
| 1852 | 1859 | 1899 | 1926 | 2002 | 2006 | 2010 |
| ---- | ---- | ---- | ---- | ---- | ---- | ---- |
| 128  | ↗157 | ↗175 | ↗280 | ↘23  | ↗29  | ↗102 |

Согласно Всероссийской переписи, в 2002 году в деревне проживало 23 человека (10 мужчин и 13 женщин); преобладающая национальность — русские (100 %). По данным на 2005 год, в деревне проживало 29 человек.

## География
Деревня Ожигово находится в северо-западной части Троицкого административного округа, примерно в 26 км к западу от центра города Троицка. У восточной границы деревни находится платформа Ожигово Киевского направления Московской железной дороги.
В полутора километрах к востоку от деревни проходит Киевское шоссе М3, в 14 км к северу — Минское шоссе М1, в 9 км к северо-востоку — Московское малое кольцо А107. Севернее деревни протекает река Пахра.
В деревне 12 улиц и 2 тупика, приписано 10 садоводческих товариществ и 1 кооператив. Ближайшие населённые пункты — деревня Пахорка и хутор Талызина.

## История
Согласно местной легенде во время Отечественной войны 1812 года деревню, которая тогда была известна как Пеньки, сожгли французы. Когда на новом месте ее заново отстроили жители, то они в память о войне дали ей название Ожигово. По другому предположению деревня берет свое название от некалендарного личного имени Ожиг или Ожег.
В середине XIX века сельцо Ожигово относилось ко 2-му стану Верейского уезда Московской губернии и принадлежало действительному статскому советнику Калайдович К. А., в сельце было 25 дворов, крестьян 66 душ мужского пола и 62 души женского.
В «Списке населённых мест» 1862 года — владельческое село по Новокалужскому тракту (от села Нара в Москву), в 47 верстах от уездного города и 12 верстах от становой квартиры, при колодце, с 17 дворами и 157 жителями (76 мужчин, 81 женщина).
По данным на 1899 год — деревня Рудневской волости Верейского уезда с 175 жителями.
В 1913 году — 42 двора.
По материалам Всесоюзной переписи населения 1926 года — центр Ожиговского сельсовета Петровской волости Звенигородского уезда Московской губернии в 10,7 км от Петровского шоссе и 3,2 км от разъезда № 13 Киево-Воронежской железной дороги, проживало 280 жителей (133 мужчины, 147 женщин), насчитывалось 56 хозяйств, из которых 55 крестьянских.
1929—1963, 1965—2012 гг. — населённый пункт в составе Наро-Фоминского района Московской области.
1963—1965 гг. — в составе Звенигородского укрупнённого сельского района Московской области.